# Luc-sur-Orbieu
Luc-sur-Orbieu är en kommun i departementet Aude i regionen Occitanien  i södra Frankrike. Kommunen ligger  i kantonen Lézignan-Corbières som ligger i arrondissementet Narbonne. År 2022 hade Luc-sur-Orbieu 1 159 invånare.

## Befolkningsutveckling
Antalet invånare i kommunen Luc-sur-Orbieu
Referens: INSEE